# Risto Vukčević
Risto Vukčević, cyr. Ристо Вукчевић (ur. 1929 w Podgoricy, zm. 1994) – czarnogórski ekonomista i polityk, profesor, w latach 1990–1994 przewodniczący czarnogórskiego parlamentu.

## Życiorys
Ukończył studia na wydziale ekonomicznym Uniwersytetu w Belgradzie, na którym doktoryzował się w 1965. Pracował jako urzędnik w kombinacie, dyrektor ds. handlowych w fabryce przetwórstwa rybnego i w radzie wykonawczej Socjalistycznej Republiki Czarnogóry. W 1970 objął stanowisko profesorskie, pełnił funkcję dziekana jednego z wydziałów, był też dyrektorem instytutu planowania gospodarczej i przewodniczącym czarnogórskiej rady ds. rozwoju. Należał do jugosłowiańskiego stowarzyszenia ekonomistów. W latach 1990–1994 zajmował stanowisko przewodniczącego czarnogórskiego parlamentu, który w wyniku ówczesnych przemian politycznych w trakcie jego urzędowania przyjął nazwę Zgromadzenie Czarnogóry. Był związany z postkomunistyczną Demokratyczną Partią Socjalistów Czarnogóry.